# Gülyalı (district)
Gülyalı is een Turks district in de provincie Ordu en telt 8.165 inwoners (2007). Het district heeft een oppervlakte van 73,4 km². Hoofdplaats is Gülyalı.
De bevolkingsontwikkeling van het district is weergegeven in onderstaande tabel.
| 1997  | 2000   | 2007  |
| ----- | ------ | ----- |
| 9.557 | 10.566 | 8.165 |